# Доње Коњувце
Доње Коњувце је насеље у Србији у општини Бојник у Јабланичком округу. Према попису из 2022. било је 377 становника (према попису из 2002. било је 520 становника).

## Демографија
У насељу Доње Коњувце живи 427 пунолетних становника, а просечна старост становништва износи 45,1 година (43,2 код мушкараца и 47,0 код жена). У насељу има 184 домаћинства, а просечан број чланова по домаћинству је 2,83.
Ово насеље је великим делом насељено Србима (према попису из 2002. године), а у последња три пописа, примећен је пад у броју становника.
|  |

| Демографија | Демографија | Демографија |
| Година      | Становника  | Становника  |
| ----------- | ----------- | ----------- |
| 1948.       | 1.017       |             |
| 1953.       | 899         |             |
| 1961.       | 755         |             |
| 1971.       | 687         |             |
| 1981.       | 712         |             |
| 1991.       | 614         | 602         |
| 2002.       | 520         | 542         |
| 2011.       | 470         |             |

| Етнички састав према попису из 2002.‍ | Етнички састав према попису из 2002.‍ | Етнички састав према попису из 2002.‍ | Етнички састав према попису из 2002.‍ | Етнички састав према попису из 2002.‍ |
| ------------------------------------ | ------------------------------------ | ------------------------------------ | ------------------------------------ | ------------------------------------ |
|                                      |                                      |                                      |                                      |                                      |
| Срби                                 | Срби                                 |                                      | 495                                  | 95,19%                               |
| Роми                                 | Роми                                 |                                      | 24                                   | 4,61%                                |
| Хрвати                               | Хрвати                               |                                      | 1                                    | 0,19%                                |
| непознато                            | непознато                            |                                      | 0                                    | 0,0%                                 |

| Година пописа     | 1948. | 1953. | 1961. | 1971. | 1981. | 1991. | 2002. |
| ----------------- | ----- | ----- | ----- | ----- | ----- | ----- | ----- |
| Број домаћинстава | 187   | 178   | 192   | 190   | 205   | 191   | 184   |

| Број чланова      | 1  | 2  | 3  | 4  | 5  | 6 | 7 | 8 | 9 | 10 и више | Просек |
| ----------------- | -- | -- | -- | -- | -- | - | - | - | - | --------- | ------ |
| Број домаћинстава | 44 | 58 | 22 | 27 | 20 | 9 | 2 | 0 | 2 | 0         | 2,83   |

| Пол    | Укупно | Неожењен/Неудата | Ожењен/Удата | Удовац/Удовица | Разведен/Разведена | Непознато |
| ------ | ------ | ---------------- | ------------ | -------------- | ------------------ | --------- |
| Мушки  | 227    | 66               | 136          | 21             | 4                  | 0         |
| Женски | 221    | 28               | 137          | 52             | 3                  | 1         |
| УКУПНО | 448    | 94               | 273          | 73             | 7                  | 1         |

| Пол    | Укупно                    | Пољопривреда, лов и шумарство | Рибарство                            | Вађење руде и камена | Прерађивачка индустрија       |
| ------ | ------------------------- | ----------------------------- | ------------------------------------ | -------------------- | ----------------------------- |
| Мушки  | 127                       | 57                            | 0                                    | 0                    | 13                            |
| Женски | 85                        | 69                            | 0                                    | 0                    | 9                             |
| УКУПНО | 212                       | 126                           | 0                                    | 0                    | 22                            |
| Пол    | Производња и снабдевање   | Грађевинарство                | Трговина                             | Хотели и ресторани   | Саобраћај, складиштење и везе |
| Мушки  | 1                         | 36                            | 8                                    | 0                    | 0                             |
| Женски | 0                         | 1                             | 3                                    | 0                    | 0                             |
| УКУПНО | 1                         | 37                            | 11                                   | 0                    | 0                             |
| Пол    | Финансијско посредовање   | Некретнине                    | Државна управа и одбрана             | Образовање           | Здравствени и социјални рад   |
| Мушки  | 0                         | 0                             | 7                                    | 0                    | 2                             |
| Женски | 0                         | 0                             | 1                                    | 1                    | 1                             |
| УКУПНО | 0                         | 0                             | 8                                    | 1                    | 3                             |
| Пол    | Остале услужне активности | Приватна домаћинства          | Екстериторијалне организације и тела | Непознато            | Непознато                     |
| Мушки  | 0                         | 0                             | 0                                    | 3                    | 3                             |
| Женски | 0                         | 0                             | 0                                    | 0                    | 0                             |
| УКУПНО | 0                         | 0                             | 0                                    | 3                    | 3                             |

## Познате личности
- Ђука Динић, народни херој Југославије
- Воја Радић, генерал-мајор ЈНА и народни херој Југославије